# إدغار جونيور
إدغار جونيور (مواليد 30 نوفمبر 1990) هو لاعب كرة قدم برازيلي.

## وصلات خارجية
- إدغار جونيور على موقع رابطة كرة القدم اليابانية للمحترفين (اليابانية)
- إدغار جونيور على موقع قاعدة بيانات كرة القدم.إي يو (الإنجليزية)
- إدغار جونيور على موقع Soccerbase.com (لاعب) (الإنجليزية)
- إدغار جونيور على موقع Soccerway.com (الإنجليزية)
- إدغار جونيور على موقع عالم كرة القدم.نت (الإنجليزية)